# Rikuto Arai
Rikuto Arai (新井陸人 (Arai Rikuto?); Prefettura di Tochigi, 9 gennaio 1998) è un lottatore giapponese, specializzato nella lotta libera.
Ai campionati asiatici di Ulan Bator 2022 ha vinto la medaglia di bronzo nel torneo dei 57 kg.

## Palmarès
| Anno | Manifestazione      | Sede       | Evento | Risultato | Note |
| ---- | ------------------- | ---------- | ------ | --------- | ---- |
| 2019 | Mondiali U23        | Budapest   | 57 kg  | 11º       |      |
| 2022 | Campionati asiatici | Ulan Bator | 57 kg  | Bronzo    |      |